# Dive Coaster (Chimelong Paradise)
Dive Coaster (chinesisch: 垂直过山车) in Chimelong Paradise (Guangzhou, Guangdong, Volksrepublik China) ist eine bodenlose Stahlachterbahn vom Modell Dive Coaster des Herstellers Bolliger & Mabillard, die am 21. Januar 2008 eröffnet wurde. Sie war die erste Achterbahn des Modells in China.
Die 981 m lange Strecke erreicht eine Höhe von 60 m und besitzt einen First Drop von 90°, auf dem die Züge eine Höchstgeschwindigkeit von 112 km/h erreichen. Außerdem wurde ein Immelmann verbaut.

## Züge
Die Züge von Dive Coaster besitzen jeweils drei Wagen. In jedem Wagen können zehn Personen (eine Reihe) Platz nehmen. Als Rückhaltesystem kommen Schulterbügel zum Einsatz.